# Чейз, Дэвид
Дэвид Чейз (англ. David Chase; 22 августа 1945, Маунт-Вернон, США) — американский сценарист, кинорежиссёр и продюсер, известный по ряду популярных телевизионных сериалов. В частности занимался написанием сценария и продюсированием таких сериалов как «Досье детектива Рокфорда», «Я улечу» и «Северная сторона», всеобщее признание получил после создания знаменитой драмы «Клан Сопрано», состоящей из шести сезонов и транслировавшейся каналом HBO с 1999 года по 2007-й. За заслуги перед американским телевидением удостоен множества премий «Эмми».
Родился в италоамериканской семье в пригороде Нью-Йорка, детство провёл на улицах Нью-Джерси. В молодости мечтал стать музыкантом, два года играл на ударных инструментах в группе, организованной вместе с друзьями, но потом решил посвятить себя киноискусству и перевёлся в Нью-Йоркский университет на отделение кинопроизводства, чему категорически противились его родители.
Находясь под впечатлением от фильма «Враг общества» в 1998 Чейз занялся созданием самого известного своего детища — сериала «Клан Сопрано», многие идеи которого были почерпнуты из личного опыта. Например, прототипом Ливии Сопрано стала его собственная мать, которая точно так же обладала тяжёлым характером и была подвержена частым истерическим и пассивно-агрессивным настроениям.
В 2002 году за свои труды получил Премию Эдгара Аллана По. Ныне проживает в Калифорнии, женат на Денис Келли, с которой знаком ещё со школы. Приходится отцом актрисе Мишель Дечезаре, в «Клане Сопрано» она исполнила небольшую роль, сыграв подругу Медоу.